# Andra Martin
Andra Martin (* 15. Juli 1935 in Rockford, Illinois als Sandra Rehn; † 3. Mai 2022) war eine US-amerikanische Schauspielerin. Bekanntheit erlangte sie durch ihre Rollen in Filmen und Fernsehserien der späten 1950er und frühen 1960er Jahre.

## Leben
Andra Martin wuchs auf der Farm ihrer Eltern in der Nähe ihrer Geburtsstadt Rockford auf und machte ihren Schulabschluss an der Monroe Center High School, ehe sie an der Northwestern University Schauspiel studierte. Anschließend zog sie nach New York, wo sie als Model tätig war und Schauspielunterricht bei Lee Strasberg nahm. Es folgten erste Auftritte an lokalen Theatern.
Ihr Filmdebüt gab Martin 1957 noch unter ihrem bürgerlichen Namen Sandra Rehm in Straße der Sünderinnen. Den ersten Auftritt unter ihrem Künstlernamen und zugleich ihre erste größere Rolle hatte sie im Folgejahr in Immer Ärger mit den Frauen. 1959 spielte Martin die weibliche Hauptrolle an der Seite von James Garner in Geheimkommando und war im selben Jahr als Indianerin Wahleeah in Man nannte ihn Kelly mit Clint Walker zu sehen.
Als Fernsehdarstellerin wirkte Martin unter anderem 1959 bis 1960 in insgesamt je drei Folgen von 77 Sunset Strip, Maverick sowie Gold in Alaska mit und hatte einzelne Gastauftritte in Westernserien wie Bronco, Lawman und Cheyenne. 1962 beendete sie ihre Schauspielkarriere nach nur fünf Jahren.
Von 1958 bis zur Scheidung im Jahr 1960 war Andra Martin mit dem Schauspieler Ty Hardin verheiratet und wurde Mutter von Zwillingen. Laut Aussage von Martin und Hardin waren sowohl ihre Manager als auch der Vorstand von Warner Brothers (bei denen beide Schauspieler unter Vertrag standen) aus werbetechnischen Gründen gegen eine Ehe der jungen Darsteller. Martins zweite Ehe mit dem Geschäftsmann David May II. dauerte von 1962 bis 1968 und wurde ebenfalls geschieden. Seit 1970 war sie mit Philip M. Stein verheiratet.

## Filmografie (Auswahl)

### Filme
- 1957: Straße der Sünderinnen (Street of Sinners)
- 1958: Immer Ärger mit den Frauen (The Lady Takes a Flyer)
- 1958: Das ist Musik (The Big Beat)
- 1958: The Thing That Couldn’t Die
- 1959: Geheimkommando (Up Periscope)
- 1959: Man nannte ihn Kelly (Yellowstone Kelly)
- 1961: Rivalen um die Macht (A Fever in the Blood)

### Fernsehserien
Soweit nicht anders erwähnt jeweils eine Folge.
- 1958/1962: Perry Mason (zwei Folgen)
- 1959: Bronco
- 1959: Lawman
- 1959/1960: 77 Sunset Strip (drei Folgen)
- 1959/1960: Maverick (drei Folgen)
- 1960: Cheyenne
- 1960: Gold in Alaska (The Alaskans; drei Folgen)
- 1960: New Orleans, Bourbon Street (Bourbon Street Beat; zwei Folgen)
- 1960: Hawaiian Eye (zwei Folgen)
- 1960: Surfside 6 (Fernsehserie, eine Folge)